# L'uomo dai quaranta scudi
L'uomo dai quaranta scudi (L'Homme aux quarante écus) è un racconto filosofico di Voltaire pubblicato nel 1768.
È un saggio economico, sull'individuo medio del Regno, il cui reddito annuo è stimato nel libro a quaranta scudi. Voltaire è consapevole delle grandi disparità in termini di ricchezza e quindi effettua confronti logaritmici (dove la media tra 10 e 1000 è 100, non 505)
Il racconto contiene i pensieri di Voltaire sulla circolazione monetaria, la tassazione, il debito del tesoro reale, l'inflazione e le manipolazioni monetarie, nonché considerazioni sociali e coniugali ("due povertà messe insieme rendono onesta la mediocrità"). In particolare Voltaire espone che l'accaparramento è negativo perché la circolazione della moneta è essenziale per l'economia. Ma ciò, tuttavia, era positivo che le casse di Enrico IV fossero piene, in previsione di una guerra contro la Spagna. Racconta le sue delusioni per la pressione fiscale, presentata come ragionevole sotto Enrico IV e Luigi XIII e in seguito più restrittiva.